# Martini (vermute)

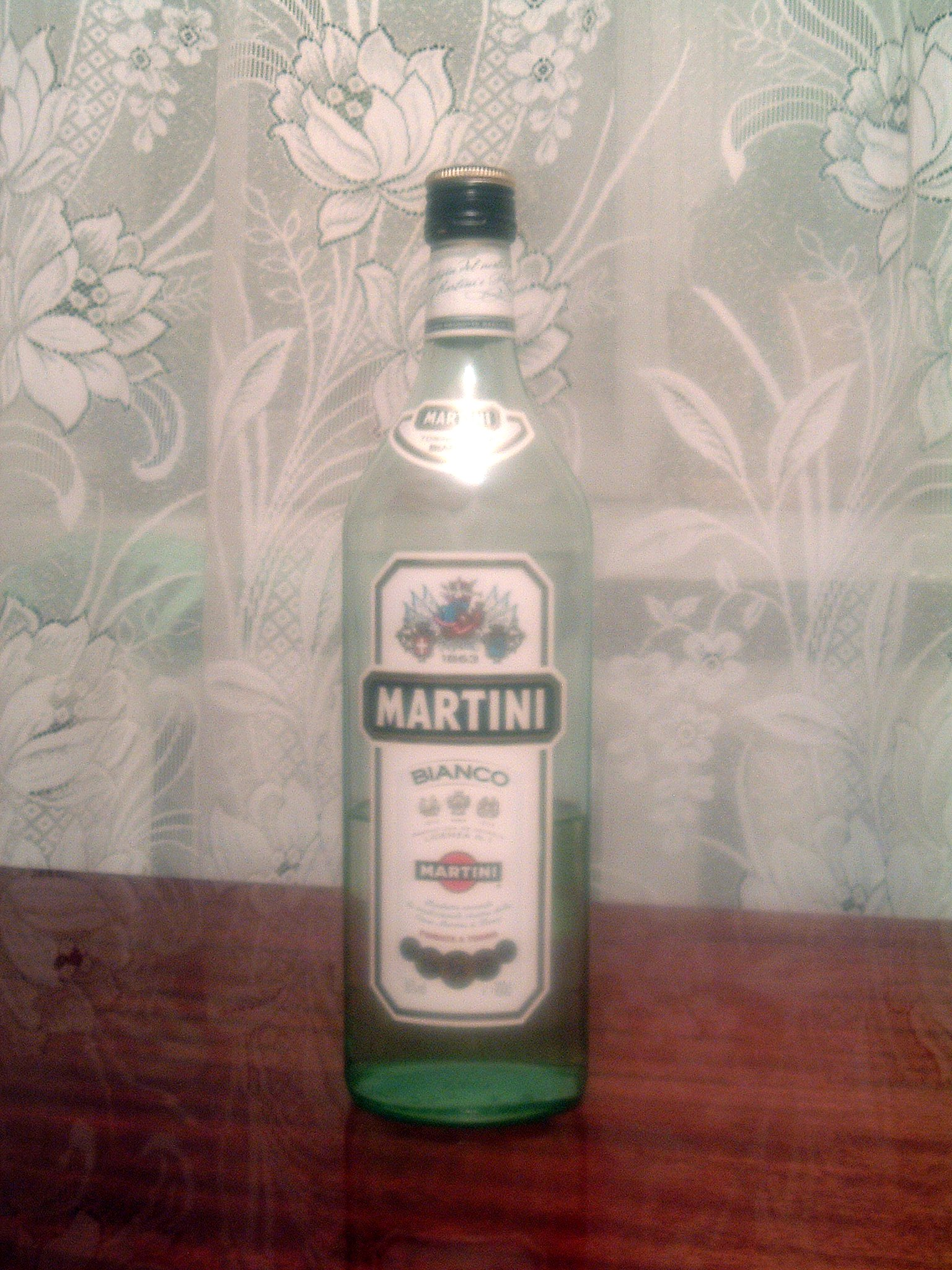
Uma garrafa do vermute Bianco da Martini.

Martini é uma marca italiana de vermute, nomeado de Martini & Rossi Distilleria Nazionale di Spirito di Vino, em Turim.
A partir do Distilleria surgiu Alessandro Martini, Luigi Rossi e Teofilo Sola. Eles trocaram o nome da empresa para Martini, Sola & Cia em 1863 e foi em 1879 que a família Sola vendeu sua participação para os parceiros restantes que rebatizaram a empresa de Martini & Rossi, tal como está hoje.
Em 1892, o negócio foi assumido pelos quatro filhos Rossi: o controle passou para seus netos em 1930. Em 1929, o logotipo Martini Ball & Bar foi registrado pela primeira vez. A reestruturação foi realizada em 1977 resultando na criação da General Beverage Corporation. Em 1992, a Martini & Rossi se fundiu com a Bacardi. "Martini é a quarta mais poderosa marca alcoólica do mundo" de acordo com um levantamento da situação em 2006. 

## Bebidas

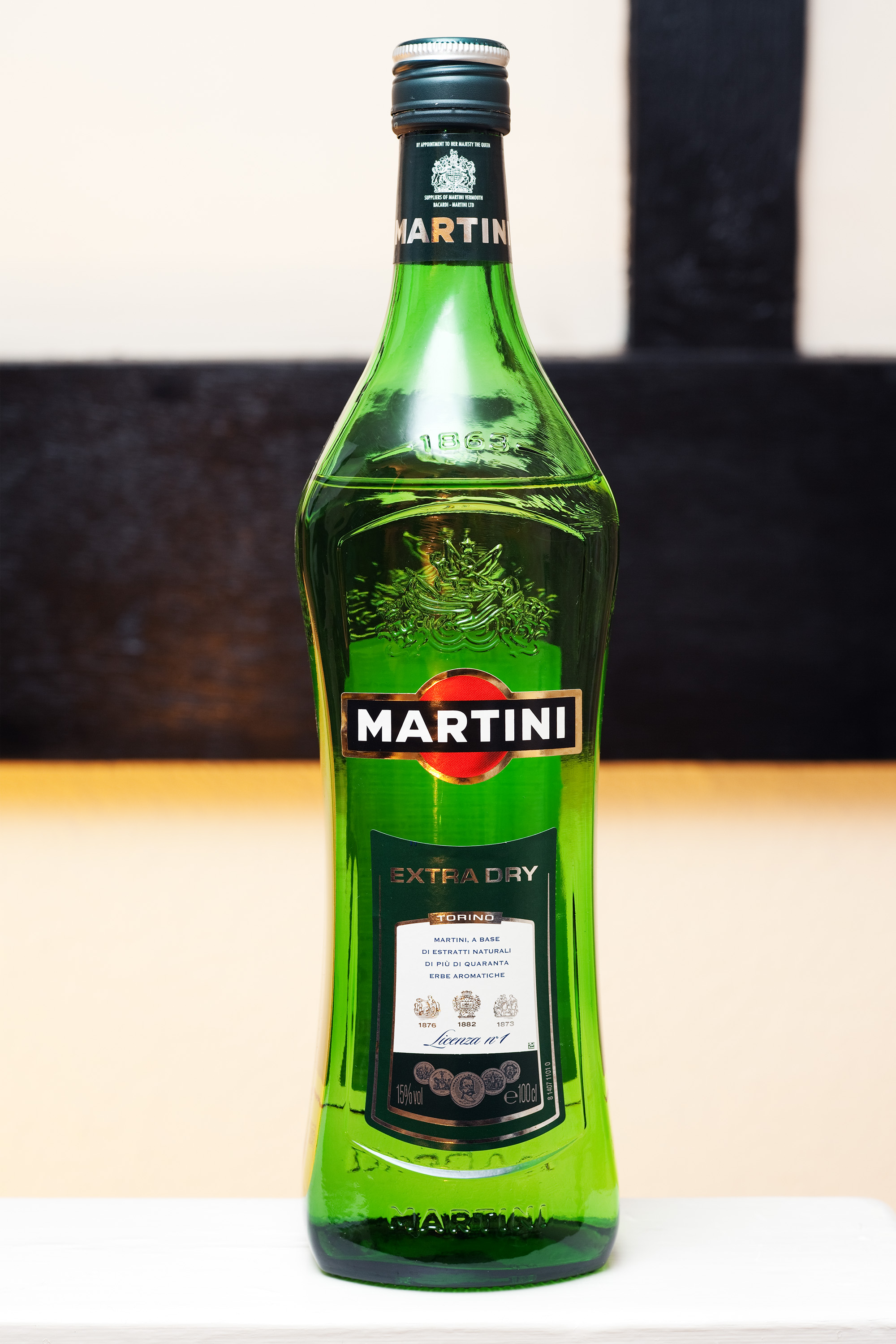
Uma garrafa de vermute Extra Dry da Martini.

Martini é feito de quatro ingredientes: vinho, vegetais, açúcar e álcool.
- Martini Rosso - 1863
- Martini Extra Dry
- Martini Bianco - 1910
- Martini Rosato
- Martini D’Oro - 1998
- Martini Fiero
- Martini Soda
- Martini Riserva Monterela
- Martini Bitter
- Martini Brut
- Martini Rosé
- Martini Dolce
- Martini Prosecco
- Martini Asti

## Ligações Externas
- Site oficial